# هوغو (لاعب كرة قدم مواليد 1983)
هوغو (بالبرتغالية: Hugo Rodrigues Imbelloni‏) هو لاعب كرة قدم برازيلي في مركز الوسط، ولد في 21 أغسطس 1983 في Itaperuna ‏ في البرازيل. لعب مع أتلتيكو مينيرو وأتلتيكو يوفنتوس وسبورت ريسيفي ونادي اسبورتيفو نوفا اسبيرانزا ونادي إيتوانو ونادي بوتافوغو اس بي ونادي غوياس ونادي فيتوريا.

## وصلات خارجية
- هوغو (لاعب كرة قدم مواليد 1983) على موقع قاعدة بيانات كرة القدم.إي يو (الإنجليزية)
- هوغو (لاعب كرة قدم مواليد 1983) على موقع Soccerway.com (الإنجليزية)